# Flygsfors glasbruk

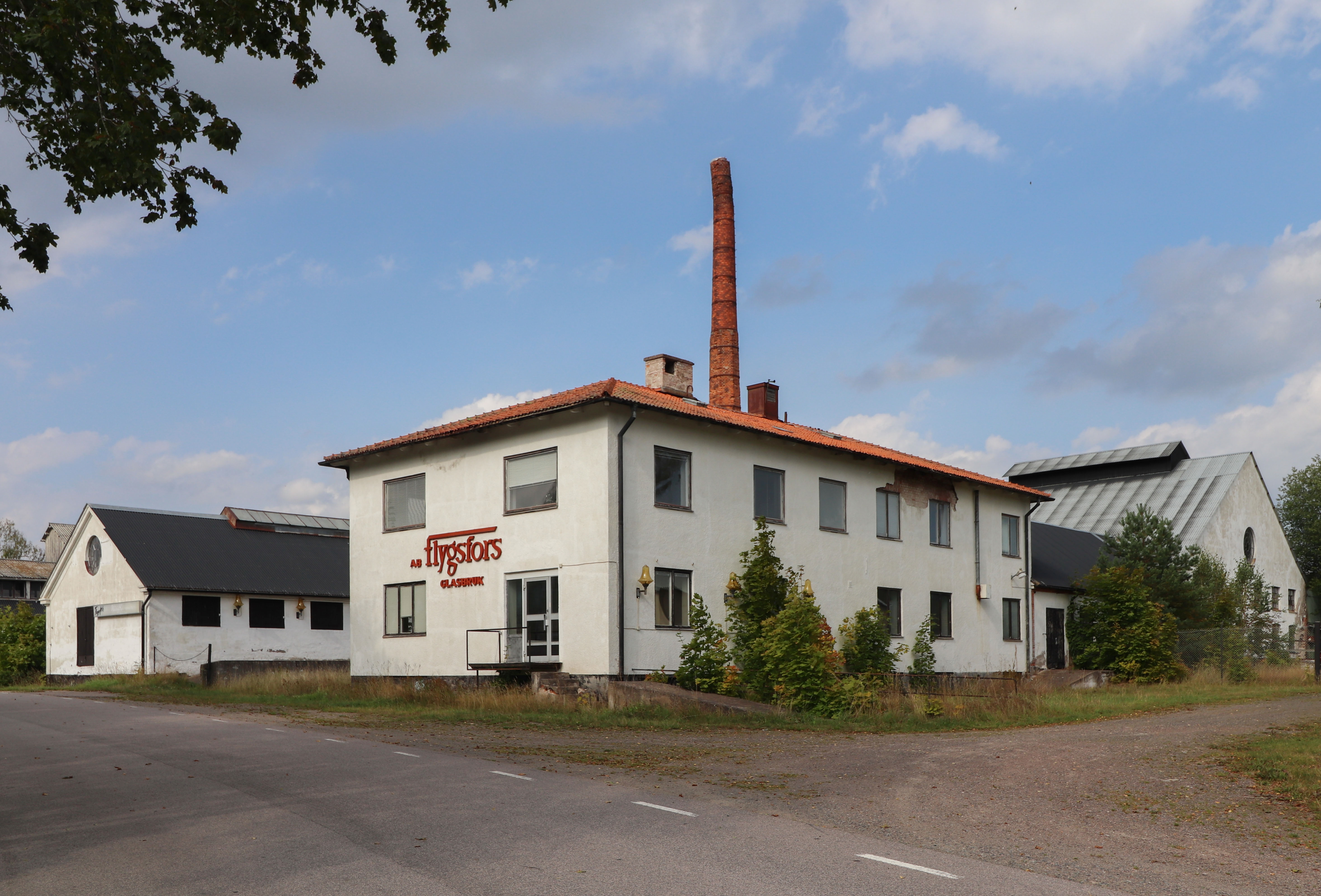
Flygsfors Glasbruk

Flygsfors glasbruk var ett glasbruk i Flygsfors i Nybro kommun, grundat 1888 och nerlagt 1979.

## Historik
Bruket startades i Flygsfors av Otto Hammargren år 1863 som en hammarsmedja. Med sämre konjunkturer för de små småländska järnbruken startades 1888 Flygsfors glasbruk. Det utarrenderades 1889 till bruksägare C.A. Svensson och fabrikör Janne Elgqvist, vilka snart köpte bruket och inom kort blev Svensson ensamägare. Svensson avled 1914, och 1919 såldes bruket för att 1920 läggas ner. Det återuppstod 1930 då ett nytt bolag under Gustav och Oskar Rosander övertog bruket och fick det på fötter. 
Under de första 30 åren tillverkades endast fönsterglas, men man gick senare över till belysningsglas och prydnadsglas. Produktionen har varit stor; på 1950-talet var bruket Europas största tillverkare av belysningsglas och hade ca 200 anställda. 
År 1965 formades Flygsforsgruppen med Gadderås och Målerås glasbruk och sammanlagt cirka 300 anställda. Bruken övertogs 1974 av Orrefors och lades ned 1979. År 1985 prövade Elving Conradsson från Bergdala glasbruk under några månader att på nytt blåsa liv i hyttan, men försöket misslyckades.
1992 återupptogs verksamhet i brukslokalerna på nytt i mycket liten skala, och i dag tillverkas flerfärgat konstglas av krossat glas.

## Kända formgivare
- Paul Kedelv, verksam 1949–1956.
- Helena Tynell, verksam 1950- och tidigt 1960-tal.
- Wiktor Berndt, verksam 1955–1974.